# Seth Adonkor
Seth Adonkor est un joueur de football français, professionnel au FC Nantes, né le 30 octobre 1961 à Accra au Ghana et mort dans un accident de voiture le 18 novembre 1984 au Temple-de-Bretagne en France.

## Biographie
Seth Adonkor est le demi-frère de Marcel Desailly pour qui il était « l'exemple à suivre ». Il était arrivé du Ghana à l'âge de 12 ans et avait signé sa première licence avec le petit club nantais de la Mellinet, avant de rejoindre le FC Nantes.
Milieu de terrain défensif « taillé dans le roc » (1,80 m, 74 kg), il est surtout connu pour son acharnement à la tâche, son rôle de ratisseur de ballon, « d'empêcheur de tourner en rond ». Présent sur tous les fronts de la défense, il sait se révéler redoutable attaquant.
Il arrive à son plus haut niveau au début de la saison 1982-1983. Son entraîneur Jean-Claude Suaudeau déclare à son propos, après le match Nantes - Bastia (3-0) du 17 août 1982, qu'il « avait beaucoup plus de maturité dans son jeu » (France Football, no 1898, 24 août 1982).
Le nom de Seth Adonkor reste à jamais lié au but d'anthologie marqué par José Touré en finale de la Coupe de France 1983 opposant le FC Nantes au Paris Saint-Germain : à une quarantaine de mètres du but parisien, il adresse de son pied droit une passe aérienne à José Touré qui amortit le ballon de la poitrine, puis réalise trois contrôles aériens avant de terminer par un tir croisé du pied gauche.

### Son décès
Le 18 novembre 1984, sur la route Nantes-Saint Nazaire, à hauteur du Temple-de-Bretagne, il perd le contrôle de sa Ford XR3, sûrement pour cause d'aquaplanage, et traverse le terre-plein jusqu'à la voie d'en face où le véhicule est percuté par une voiture conduite par le sénateur maire de Vertou, Luc Dejoie. Outre Seth, tué sur le coup, deux autres footballeurs du FC Nantes se trouvent dans sa voiture : le jeune milieu offensif prometteur du centre de formation Jean-Michel Labejof, également mort sur le coup, et l'attaquant malien Sidi Kaba, seul survivant mais qui verra sa carrière brisée par cette tragédie,,.
C'est Didier Deschamps qui aura la lourde tâche d'annoncer la nouvelle à son ami Marcel Desailly au matin de l'accident le dimanche 18 novembre.

## Carrière
- FC Nantes : 1975 - 1981 (équipes de jeunes)
- FC Nantes : 1981 - 1984 (113 matches en L1, 1 but)
- 1er match en D1 : 15 avril 1981, FC Metz-FC Nantes (2-2)[5]

## Palmarès
- France : International Espoirs
- Champion de France en 1983
- Finaliste de la Coupe de France en 1983
- Vainqueur de la Coupe des Alpes en 1982